# Ni-uil
De ni-uil (Trichoplusia ni) is een nachtvlinder uit de familie Noctuidae, de uilen. De voorvleugellengte bedraagt tussen de 15 en 17 millimeter. De soort komt over vrijwel heel de wereld voor buiten de koude gebieden, maar niet in Australië. Hij overwintert als rups.

## Waardplanten
De ni-uil heeft als waardplanten allerlei kruidachtige planten, zoals zeeraket, havikskruid, afrikaantje, kool en tomaat. De soort treedt wereldwijd regelmatig op als plaaginsect.

## Voorkomen in Nederland en België
De ni-uil is in Nederland en België een zeldzame trekvlinder, die verspreid over het hele gebied kan worden gezien. De vlinder kent twee generaties die vliegen van mei tot in oktober.

## Bt-toxine
De ni-uil en de koolmot zijn de enige insecten die buiten laboratoriumomstandigheden resistentie ontwikkelden tegen Bt-toxine.